# MKS Łańcut
MKS Łańcut – polski klub siatkarski z Łańcuta, który trenuje młodzież w rocznikach od 2000 do 2004. Bierze udział w rozgrywkach:
- Młodziczek
- Kadetek.
- Juniorek.